# Parlament de Txèquia
El Parlament de la República Txeca (en txec Parlament České republiky) és la branca legislativa de la República Txeca. Es reuneix a Malá Strana, Praga i està compost per un total de 281 membres i senadors.
Consta de dues cambres, totes dues elegides en eleccions directes:
- Cambra alta: Senat
- Cambra baixa: Cambra dels Diputats

L'article 15 de la Constitució estableix el seu nom com a «Parlament». Aquest exerceix les competències usuals en els sistemes parlamentaris: desenvolupa i aprova projectes de llei, té el dret de modificar la Constitució, ratifica els acords internacionals; si cal, declara la guerra, aprova la presència de forces militars estrangeres o l'enviament de forces militars txeques a l'estranger.

## Història
La tradició del parlamentarisme modern a les terres de Bohèmia es remunta a l'època de l'Imperi austríac (i després a la part cisleitànica d'Àustria-Hongria), on es va crear el Consell Imperial (Reichsrat, Říšská rada) el 1861.
Després de la proclamació de Txecoslovàquia el 1918, la seva Assemblea Nacional (Národní shromáždění) va assumir les funcions legislatives tant del Consell Imperial com de les Dietes de l'Estat (bohèmia, moràvia, silèsia). Com a conseqüència de la federalització de Txecoslovàquia (1968), es van crear els consells nacionals de parts txeques i eslovaques del país.
La Cambra dels Diputats manté la continuïtat amb el Consell Nacional Txec (Česká národní rada), mentre que el Senat es va establir el 1996 (en referència a la Primera República Txecoslovaca).